# ポスナーシュロスマン症候群
ポスナーシュロスマン症候群（ポスナーシュロスマンしょうこうぐん、英語: Posner-Schlossman Syndrome）は、1948年に米国のPosner とSchlossman により報告された目の病気の一種。別名：緑内障性毛様体炎発症（英語: glaucomatocyclitic crisis）。片方の目に、著しい眼圧上昇を伴った軽微な虹彩毛様体炎が繰り返して発生する。「眼の炎症に続発する緑内障」に分類されるが、通常は視野の欠損が伴わないこと、症状が可逆性であることからいわゆる緑内障とは区別される。

## 特徴
著しい眼圧上昇(例えば40〜60mmHg)にもかかわらず眼球痛がそれほどでもないことが多いこと、炎症は軽微なことが特徴。霧視、虹輪視、白目の充血、頭痛を伴うこともある。数時間から数週間で寛解するが、多くは数ヶ月から数年の周期で再発と寛解を繰り返し、10年以上継続することも珍しくない。ほとんどのケースでは20〜50歳。男性に多い。両目に発症することもあるが同時に発作が起こることは稀である。

## 原因
原因は不明。ストレス、疲労、ヘルペスなどの説がある。

## 予後
予後は良好とされ、原著論文のエビデンスでは後遺症を残すことはないとされている。ただし、近年の報告では緑内障へ移行する例もある。したがって、高眼圧の期間をなるべく短くするように注意が必要とされる。

## 治療
点眼薬と内服薬による薬物療法が主な治療となる。点眼薬としてはβ遮断薬によって眼圧を降下させ、ステロイドによって炎症を沈静させる。ただし、人口の30%程度いるとされるステロイドによって眼圧が上昇する体質を持つ患者(ステロイドレスポンダー)に対しては治療薬の選択、投薬期間に十分な注意が必要となる。内服薬としては眼圧降下のために炭酸脱水酵素阻害薬(利尿剤)を用い、その副作用によって流出するカリウムを補うためカリウム製剤を組み合わせる。
眼圧上昇が特に著しい場合は高張浸透圧剤の点滴が行われる。薬物療法に効果がない場合は線維柱帯切除術などの外科手術が適用される。

## 鑑別が必要な疾患
- 急性閉塞隅角緑内障
- フックス虹彩異色性虹彩毛様体炎
- 非特異性の虹彩毛様体炎
- 血管新生緑内障
- ヘルペス角膜炎

PSSの寛解期には虹彩毛様体炎の所見が全くないというのが一番の鑑別ポイントとされている。

## 引用元・注釈
1. 1 2  Posner A, Schlossman A: Syndrome of unilateral recurrent attacks of glaucoma with cyclitic symptoms. Arch Ophthalmol 1948; 39: 517.
2. ↑  厚生労働省 重篤副作用総合対策検討会 (2009年5月). “重篤副作用疾患別対応マニュアル：緑内障” (PDF).  厚生労働省. pp. p.22. 2011年1月7日閲覧。
3. ↑  “J-GLOBAL：緑内障‐毛様体炎発症”.  科学技術振興機構. 2011年1月7日閲覧。
4. ↑  ICD-10による。
5. ↑  異物や充血による痛みとは異なり、俗に「目玉が痛い」と形容される。
6. ↑  かすみ目。
7. ↑  虹視ともいう。暗い背景で明るい光を見ると光の周囲に虹色の光の輪(ハロ)が見える。
8. ↑  Jap A, Sivakumar M, Chee SP. Is Posner Schlossman syndrome benign?. Ophthalmology. May 2001;108(5):913-8.
9. ↑  たかせ眼科平町クリニック 続発開放隅角緑内障 1.ステロイド緑内障
10. ↑  ポスナー シュロスマン症候群と緑内障 << evidence-based medicine
11. ↑  杏林大学 杏林アイセンター Newsletter No.11